# Miłość bez końca (film 2014)
Miłość bez końca (ang. Endless Love) – amerykański melodramat z 2014 roku w reżyserii Shany Feste. Remake filmu Franco Zeffirellego pt. Niekończąca się miłość (1981). Zdjęcia kręcono w Conyers w stanie Georgia.

## Obsada
- Alex Pettyfer jako David Axelrod
- Gabriella Wilde jako Jade Butterfield
- Robert Patrick jako Harry Elliot
- Bruce Greenwood jako Hugh Butterfield
- Joely Richardson jako Anne Butterfield
- Emma Rigby jako Jenny
- Dayo Okeniyi jako Mace
- Anna Enger jako Sabine
- Patrick Johnson jako Chris Butterfield
- Alexandra Bartee jako Kelly
- Rhys Wakefield jako Keith Butterfield

i inni.